# Luisago
Luisago là một đô thị ở tỉnh Como trong vùng Lombardia, có cự ly khoảng 35 kilômét (22 mi) về phía tây bắc của Milano và khoảng 6 kilômét (4 mi) về phía tây nam của Como. Tại thời điểm ngày 31 tháng 12 năm 2004, đô thị này có dân số 2.532 người và diện tích là 2,1 km².
Luisago giáp các đô thị: Casnate con Bernate, Cassina Rizzardi, Fino Mornasco, Grandate, Villa Guardia.